# レトロトランスポゾン
レトロトランスポゾン (Retrotransposon) は、トランスポゾンつまり「可動遺伝因子」の一種であり、多くの真核生物のゲノム内に存在する。レトロトランスポゾンは、自分自身をRNAに複写した後、逆転写酵素によってDNAに複写し返されることで移動、つまり「転移」する。DNA型トランスポゾン（狭義のトランスポゾン）が転移する場合と異なり、レトロトランスポゾンの転移では、DNA配列の複製が起こる。レトロポゾン (retroposon)とも呼ばれる。
レトロトランスポゾンは、植物では特に多く、しばしば核DNAの主要成分となる。例えば、トウモロコシでは、ゲノムの80%、コムギでは、ゲノムの90%がレトロトランスポゾンである。

## 生物活性
レトロトランスポゾンの複製的転移では、因子のコピー数が急速に増加するため、ゲノムサイズが大幅に増大する。DNA型トランスポゾンの場合と同様、この場合も、遺伝子近傍もしくは遺伝子内へDNA配列が挿入されることで突然変異が起こりうる。その上、レトロトランスポゾンにより引き起こされる突然変異は、挿入部位での配列が複製機構による転移の際に保持されるので、比較的に安定である。
レトロトランスポゾンの転移と、そのホストゲノム内での残留とは、双方とも、何千万年にわたってきた。レトロトランスポゾン・ホストゲノム間関係の結果、レトロトランスポゾン及びホストゲノムへの有害な影響を避けるように、レトロトランスポゾン及びホストゲノム内にコード化された因子により制御されているようである。レトロトランスポゾンとそのホストゲノムとが、互いの生存機会を最大化するよう、転移、挿入の特異性 (insertion specificities)、そして突然変異形質を統御する機構を共進化させてきた仕方は、ようやく解明され始めたばかりである。

## レトロトランスポゾンの種類
レトロトランスポゾンは、クラスIの可動因子である。そして、末端に長い反復配列を有する「LTR (long terminal repeat) 型レトロトランスポゾン」と、それ以外の「非LTR型レトロトランスポゾン」との2つに類別される。LTR 型レトロトランスポゾンの両端には、100 bp程度から5 kb超の長く続く反復配列がある。LTR型レトロトランスポゾンは、更に、配列の類似性の程度と、遺伝子産物コードの順番との両方に基づいて、Ty1-copia群とTy3-gypsy群との2つに分けられる。大規模ゲノムを有する植物の場合は、Ty1-copia群及びTy3-gypsy群のレトロトランスポゾンのコピーが多数（一倍体 — haploid.「単相体」、「半数体」ともいう — 細胞核当たり数百万コピーまで）発見されるのが普通である。Ty1-copia群レトロトランスポゾンは、単細胞藻類からコケ植物、裸子植物、被子植物に至る範囲の植物種で、ごく普通に見られる。Ty3-gypsy群レトロトランスポゾンも、裸子植物、被子植物双方を含め、同様に広範に分布している。LTR型レトロトランスポゾンは、ヒトゲノムの約8%を構成する。
非LTR型レトロトランスポゾンは、「長鎖散在反復配列」("Long Interspersed Nuclear Element" LINE) を有するものと「短鎖散在反復配列」("Short Interspersed Nuclear Element" SINE) を有するものとの2種類に分けられる。植物では、これらも、多くのコピー数（250,000まで）が見いだされる。
- LINE（Long Interspersed Nuclear Element）は、逆転写されたRNA分子を発現する長いDNA配列であり、本来ならRNAポリメラーゼIIによりmRNA（リボソーム上でタンパク質に翻訳されるRNA）に転写されるべきものである。LINEは、偽遺伝子と呼ばれることもあり、イントロンやプロモーターを含まないが、内部に逆転写酵素やインテグラーゼ（integrase. レトロトランスポゾンにおける、トランスポザーゼ — Transposase.「トランスポゼース」ともいう — の等価物）のコードを有し、これにより、そうしたコード部分自身と、その他の非タンパク質コード部分とを併せて、複写できる。LINEは、（狭義のトランスボゾンがするような移動ではなくて）自分自身の複写により移動するので、ゲノムを増大させる。例えば、ヒトゲノムは、約500,000のLINEを含むが、これは、ゲノム全体の21%にあたる。LINEは、DNA鑑定 (genetic fingerprint) で利用されている。
- SINE (Short Interspersed Nuclear Element) は、逆転写されたRNA分子を表現する短いDNA配列であり、本来ならRNAポリメラーゼIIIによりtRNA、rRNA、その他の核内低分子RNAに転写されるべきものである。SINEは、有効な逆転写酵素タンパク質のコードを持たず、転移は他の可動因子に頼っている。最もよく見られるSINEは、Alu配列 (Alu sequence) と呼ばれるものである。Alu配列は、約300塩基対の長さがあり、タンパク質コード配列を全く含まず、制限酵素AluIで認識される（"Alu" という命名は、これによる）。ヒトゲノム中には約100万コピー存在し、その約11%を占める。LINE及びSINE は、双方とも、その目的が判明しておらず、「利己的なDNA」とかジャンクDNAとも呼ばれている。SINEは、ヒトゲノムの13.5%を占める。

ヒト免疫不全ウイルス (HIV)-1またはヒトTリンパ好性ウイルス (HTLV)-1などのような、ある種のウイルスは、レトロトランスポゾンのように振る舞い、逆転写酵素及びインテグラーゼの双方を含む。